# La Roquebrussanne
La Roquebrussanne é uma comuna francesa na região administrativa da Provença-Alpes-Costa Azul, no departamento de Var. Estende-se por uma área de 37,05 km². Em 2010 a comuna tinha 2 372 habitantes (densidade: 64 hab./km²).